# T.O.P
Choi Seung-hyun  (en hangul, 최승현; en hanja, 崔勝鉉; Seúl,nacido el 4 de noviembre de 1987), conocido por su nombre artístico T.O.P y en sus inicios conocido como Tempo, es un rapero, cantante, actor, compositor, diseñador y modelo surcoreano, conocido por haber sido el rapero y vocalista de la boyband de K-pop BIGBANG. Obtuvo aún más fama internacional por su personaje "Thanos" en la segunda temporada de la popular serie El juego del calamar. 

## Biografía
Antes de unirse a YG Entertainment, Seung Hyun fue un rapero underground bajo el nombre de Tempo; es amigo de la infancia de G-Dragon. Siendo "amigos del barrio desde la escuela media" y a menudo bailaban y rapeaban juntos. A pesar de que G-Dragon después se alejó y los dos "se distanciaron", se pusieron en contacto de nuevo cuando Seung Hyun estaba entre los candidatos para crear una banda de chicos en YG Entertainment. Ambos grabaron varios demos y los enviaron a Yang Hyun Suk, CEO de YG Entertainment, quien más tarde le pidió a Seung Hyun audicionar. Seung Hyun fue inicialmente rechazado por la discográfica, porque lo consideró demasiado "gordito" para adaptarse a la versión "idealista" de un ídolo. Seung Hyun indicó más adelante que "se fue a casa y se ejercitó realmente duro porque quería unirse a YG Entertainment." Seis meses más tarde, regresó para otra audición y firmó con él. A Choi Seung Hyun se le dio el nombre artístico de TOP (Coreano: 탑) por su compañero artista de YG, Se7en. Se convirtió en uno de los dos raperos del grupo Big Bang, junto a G-Dragon. Los dos fueron emparejados con otros tres chicos: Taeyang, Dae Sung y Seung Ri.

## 2007-2009
Tras el lanzamiento de algunos singles y álbumes TOP decidió iniciar su carrera de solista. En abril del 2007, participó junto con sus compañeros de grupo Taeyang y G-Dragon en el sencillo Super Fly de la cantante Lexy. Después del verano apareció como actor en el video musical "Hello" de Red Roc. Fue el primer miembro de su grupo en entrar al mundo de los dramas con I'M SAM. En 2008 colaboró con la artista Gummy en su canción I'm Sorry, con el artista Uhm Jung Hwa en su sencillo D.I.S.C.O y con ZiA en su sencillo I Only See You. Ese mismo año fue admitido en la universidad de Dankook.
En el 2009, luego de un año de promocionar el material de BIGBANG, regresó a la actuación con su personaje Víck, un asesino misterioso de la popular serie IRIS.

## 2010-presente
En el 2010 T.O.P protagoniza la película bélica 71: Into the Fire, la cual fue muy bien recibida por la audiencia, haciendo que T.O.P ganara varios premios, incluyendo el Premio a la Popularidad Hallyu en los 47 Grand Bell Film Awards. La película recibió 1 millón de visitas en una semana, siendo la primera película del 2010 en lograrlo en Corea del Sur. Simultáneamente, T.O.P comenzó a preparar su debut como solista. Durante el concierto Big Show de Big Bang en enero del 2010 T.O.P. dio a conocer su nuevo single "Turn It Up". Él se convirtió en el primer coreano en haber lanzado mundialmente una canción a través de iTunes. 
En noviembre del 2010, YG Entertainment anunció que T.O.P y su compañero de banda G-Dragon lanzarían un álbum bajo el nombre "GD&T.O.P". Para promocionar su álbum, el dúo lanzó tres sencillos: "High High," "Oh Yeah," y "Knock out." Los tres singles precedieron el lanzamiento del álbum y obtuvieron gran éxito comercial.  El álbum fue lanzado en víspera de Navidad, y debutó como el número uno con pre-órdenes de 200,000 copias.
Durante el 2011, Big Bang pausó sus actividades siguiendo el lanzamiento de su EP Tonight debido al accidente automovilístico de Daesungy al escándalo relacionado con marihuana de G-Dragon. Él asistió a los MTV EMAs del 2011 con su grupo Big Bang, en el cual ganaron la categoría Best Worldwide Act.
En 2012, T.O.P protagoniza la película Commitment (también conocida como Alumni), en la que interpreta al hijo de un espía Norcoreano que es acusado injustamente.Gracias a su papel recibió el Rookie Award en los Premios Asia Star, llevado a cabo durante el Festival Internacional de Películas de Busan, siendo el único actor Coreano en ganar un premio durante la ceremonia.
En noviembre, lanzó el sencillo digital "Doom Dada",  al cual él mismo se refirió como "extraño" y "raro". La canción fue interpretada por primera vez el 2013 durante los Premios a la Música Asiática de Mnet en Hong Kong. Más adelante apareció en el álbum japonés de la artista inglesa Pixie Lott junto a G-Dragon en la canción "Dancing on My Own".
En 2013, T.O.P protagonizó la película de acción Commitment, y al año siguiente interpretó el rol de Ham Dae-Gil en la película surcoreana Tazza 2: The Hidden Card.
Luego de debutar como diseñador de mobiliario el 2015 en colaboración con Vitra, fue galardonado con el Premio de Cultura Visual en los Prudential Eye Awards.
En el 2015 protagoniza junto a la actriz japonesa Juri Ueno el web drama de CJ E&M The Secret Message donde interpreta a Woohyun. Luego, grabó la película alemana-china Out of Control junto a la actriz Cecilia Cheung.
El 9 de febrero del 2017 se enlista en el ejército para cumplir servicio militar obligatorio, desempeñándose como oficial de policía reclutado. En junio de ese año, debido a una acusación por consumo ilegal de marihuana, fue sentenciado diez meses de misión preventiva. Sin embargo, al mostrar una actitud colaborativa y declararse culpable, se le otorgó una suspensión de dos años, quedando absuelto de ir a prisión y con una libertad condicional durante este tiempo, además de un pago de 12.000 wones. A raíz de esto, el rapero declaró:

"Estoy muy arrepentido por haber decepcionado a mis seguidores y a la gente. Haré lo mejor para empezar de nuevo y no volver a cometer errores, que es lo que me llevo como lección".
T.O.P para Yonhap News Agency

.

## Discografía
Colaboración en álbumes
- GD & TOP (G-Dragon álbum)GD & TOP con G-Dragon (2010)
- Play with GD & TOP con G-Dragon (2011)

### Sencillos
| Año  | Sencillo                                   | Posición más alta | Álbum                     |
| ---- | ------------------------------------------ | ----------------- | ------------------------- |
| Año  | Sencillo                                   | KOR               | Álbum                     |
| 2006 | "Big Boy" (T.O.P solo)                     | —                 | Since 2007                |
| 2007 | "Friend" (con. Taeyang)                    | —                 | non-album release         |
| 2007 | "Act Like Nothing's Wrong" (con Kim Jieun) | —                 | Always                    |
| 2009 | "Hallelujah" (con. G-Dragon & Taeyang)     | 18                | Iris OST                  |
| 2010 | "Turn it Up"                               | 11                | GD & TOP                  |
| 2010 | "Because"                                  | —                 | 19 OST                    |
| 2011 | "Of All Days"                              | 89                | GD & TOP                  |
| 2011 | "Oh Mom"                                   | 27                | GD & TOP                  |
| 2013 | "Doom Dada" (T.O.P solo)                   | —                 | Doom Dada -Digital Single |

### Colaboraciones
| Año  | Título                                                        | Posición más alta | Álbum                                |
| Año  | Título                                                        | KOR               | Álbum                                |
| ---- | ------------------------------------------------------------- | ----------------- | ------------------------------------ |
| 2006 | "Forever with You" (con G-Dragon y Park Bom)                  | —                 | Bigbang Vol.1                        |
| 2006 | "We Belong Together" (con G-Dragon y Park Bom)                | —                 | Bigbang Vol.1                        |
| 2007 | "Buckwild" (NBK Gray con T.O.P)                               | —                 |                                      |
| 2008 | "I'm Sorry" (Gummy con T.O.P)                                 | —                 | Comfort                              |
| 2008 | "D.I.S.C.O" ( Uhm Jung Hwa con T.O.P)                         | —                 | D.I.S.C.O                            |
| 2008 | "All I See is You" (ZiA con T.O.P)                            | —                 | Road Movie                           |
| 2008 | "Forever with You" Versión japonesa (con G-Dragon y Park Bom) | —                 | With U                               |
| 2010 | "Digital Bounce" (SE7EN con T.O.P)                            | —                 | Digital Bounce                       |
| 2011 | "High High" (con G-Dragon)                                    | 1                 | GD & TOP                             |
| 2011 | "Oh Yeah" (con G-Dragon y Park Bom)                           | 2                 | GD & TOP                             |
| 2011 | "Knock Out" (con G-Dragon)                                    | 3                 | GD & TOP                             |
| 2011 | "Intro" (con G-Dragon)                                        |                   | GD & TOP                             |
| 2011 | "Baby Goodnight" (con G-Dragon)                               | 13                | GD & TOP                             |
| 2011 | "Don't Go Home" (con G-Dragon)                                | 22                | GD & TOP                             |
| 2012 | "Dancing On My Own" (Pixie Lott con T.O.P y G-Dragon)         |                   | Young Foolish Happy (Deluxe Edition) |

## Filmografía

### Películas
- 19-Nineteen (나의 19세; 2009), como Seo Jung Hun.
- 71 into the fire (포화 속으로; 2010), como Oh Jang Beom.
- Iris: The Movie (아이리스: 더 무비; 2011), como Vick.
- Commitment (동창생; 2013), como Lee Myung Hoon / Kang Dae Ho.[15]
- Tazza: The High Rollers 2 (타짜: 신의 손; 2014), como Ham Dae Gil.[19]
- Out of control (失控·幽靈飛車; 2016), como Tom Young.[20][21]

### Series de televisión
- I Am Sam (아이 엠 샘; 2007), como Chae Moo Shin.[22]
- Iris (아이리스; 2009), como Vick.[23]
- Athena: Goddess of War (아테나: 전쟁의 여신; 2010), como Vick.[24]
- Secret Message (시크릿 메시지; 2015), como Woo Hyun.[25]
- El juego del calamar como Thanos (2024)

### Vídeos musicales
- Hello de Red Roc (2007).
- I'm Sorry de Gummy (2008).
- D.I.S.C.O de Uhm Jung Hwa (2008).
- I'm Sorry (versión japonesa) de Gummy (2011).